# Lista över damsingelsegrare i Australiska öppna
Detta är en lista över damsingelsegrare i Australiska öppna mästerskapen i tennis.

## Lista
| År              | Segrare                   | Finalmotståndare          | Setsiffror                |
| --------------- | ------------------------- | ------------------------- | ------------------------- |
| 1922            | Margaret Molesworth       | Esna Boyd                 | 6-3, 10-8                 |
| 1923            | Margaret Molesworth       | Esna Boyd                 | 6-1, 7-5                  |
| 1924            | Sylvia Lance Harper       | Esna Boyd                 | 6-3, 3-6, 6-4             |
| 1925            | Daphne Akhurst            | Esna Boyd                 | 1-6, 8-6, 6-4             |
| 1926            | Daphne Akhurst            | Esna Boyd                 | 6-1, 6-3                  |
| 1927            | Esna Boyd                 | Sylvia Lance Harper       | 5-7, 6-1, 6-2             |
| 1928            | Daphne Akhurst            | Esna Boyd                 | 7-5, 6-2                  |
| 1929            | Daphne Akhurst            | Louise Bickerton          | 6-1, 5-7, 6-2             |
| 1930            | Daphne Akhurst            | Sylvia Lance Harper       | 10-8, 2-6, 7-5            |
| 1931            | Coral Buttsworth          | Marjorie Cox Crawford     | 1-6, 6-3, 6-4             |
| 1932            | Coral Buttsworth          | Katherine Le Messurier    | 9-7, 6-4                  |
| 1933            | Joan Hartigan             | Coral Buttsworth          | 6-4, 6-3                  |
| 1934            | Joan Hartigan             | Margaret Molesworth       | 6-1, 6-4                  |
| 1935            | Dorothy Round Little      | Nancy Lyle                | 1-6, 6-1, 6-3             |
| 1936            | Joan Hartigan             | Nancye Wynne Bolton       | 6-4, 6-4                  |
| 1937            | Nancye Wynne Bolton       | Emily Hood Westacott      | 6-3, 5-7, 6-4             |
| 1938            | Dorothy Bundy             | Dorothy Stevenson         | 6-3, 6-2                  |
| 1939            | Emily Hood Westacott      | Nell Hall Hopman          | 6-1, 6-2                  |
| 1940            | Nancye Wynne Bolton       | Thelma Coyne              | 5-7, 6-4, 6-0             |
| 1941-1945       | inställt på grund av krig | inställt på grund av krig | inställt på grund av krig |
| 1946            | Nancye Wynne Bolton       | Joyce Fitch               | 6-4, 6-4                  |
| 1947            | Nancye Wynne Bolton       | Nell Hopman               | 6-3, 6-2                  |
| 1948            | Nancye Wynne Bolton       | Marie Toomey              | 6-3, 6-1                  |
| 1949            | Doris Hart                | Nancye Wynne Bolton       | 6-3, 6-4                  |
| 1950            | Louise Brough             | Doris Hart                | 6-4, 3-6, 6-4             |
| 1951            | Nancye Wynne Bolton       | Thelma Coyne Long         | 6-1, 7-5                  |
| 1952            | Thelma Coyne Long         | Helen Angwin              | 6-2, 6-3                  |
| 1953            | Maureen Connolly          | Julia Sampson             | 6-3, 6-2                  |
| 1954            | Thelma Coyne Long         | Jennifer Staley           | 6-3, 6-4                  |
| 1955            | Beryl Penrose             | Thelma Coyne Long         | 6-4, 6-3                  |
| 1956            | Mary Carter Reitano       | Thelma Coyne Long         | 3-6, 6-2 9-7              |
| 1957            | Shirley Fry               | Althea Gibson             | 6-3, 6-3                  |
| 1958            | Angela Mortimer           | Lorraine Coghlan          | 6-3, 6-4                  |
| 1959            | Mary Carter Reitano       | Renée Schuurman           | 6-2, 6-3                  |
| 1960            | Margaret Smith            | Jan Lehane                | 7-5, 6-2                  |
| 1961            | Margaret Smith            | Jan Lehane                | 6-1, 6-4                  |
| 1962            | Margaret Smith            | Jan Lehane                | 6-0, 6-2                  |
| 1963            | Margaret Smith            | Jan Lehane                | 6-2, 6-2                  |
| 1964            | Margaret Smith            | Lesley Turner             | 6-3, 6-2                  |
| 1965            | Margaret Smith            | Maria Bueno               | 5-7, 6-4 5-2 (uppgivet)   |
| 1966            | Margaret Smith            | Nancy Richey              | (walk over)               |
| 1967            | Nancy Richey              | Lesley Turner             | 6-1, 6-4                  |
| 1968            | Billie Jean King          | Margaret Court            | 6-1, 6-2                  |
| 1969            | Margaret Court            | Billie Jean King          | 6-4, 6-1                  |
| 1970            | Margaret Court            | Kerry Melville            | 6-1, 6-3                  |
| 1971            | Margaret Court            | Evonne Goolagong          | 2-6, 7-5, 7-6             |
| 1972            | Virginia Wade             | Evonne Goolagong          | 6-4, 6-4                  |
| 1973            | Margaret Court            | Evonne Goolagong          | 6-4, 7-5                  |
| 1974            | Evonne Goolagong          | Chris Evert               | 7-6, 4-6, 6-0             |
| 1975            | Evonne Goolagong          | Martina Navratilova       | 6-3, 6-2                  |
| 1976            | Evonne Cawley             | Renata Tomanova           | 6-2, 6-2                  |
| 1977 (januari)  | Kerry Reid                | Dianne Balestrat          | 7-5, 6-2                  |
| 1977 (december) | Evonne Cawley             | Helen Gourlay             | 6-3, 6-0                  |
| 1978            | Chris O'Neil              | Betsy Nagelsen            | 6-3, 7-6                  |
| 1979            | Barbara Jordan            | Sharon Walsh              | 6-3, 6-3                  |
| 1980            | Hana Mandlikova           | Wendy Turnbull            | 6-0, 7-5                  |
| 1981            | Martina Navratilova       | Chris Evert               | 6-7, 6-4, 7-5             |
| 1982            | Chris Evert               | Martina Navratilova       | 6-3, 2-6, 6-3             |
| 1983            | Martina Navratilova       | Kathy Jordan              | 6-2, 7-6                  |
| 1984            | Chris Evert               | Helena Sukova             | 6-7, 6-2, 6-3             |
| 1985            | Martina Navratilova       | Chris Evert               | 6-2, 4-6, 6-2             |
| 1986            | Spelades inte             | Spelades inte             | Spelades inte             |
| 1987            | Hana Mandlikova           | Martina Navratilova       | 7-5, 7-6                  |
| 1988            | Steffi Graf               | Chris Evert               | 6-1, 7-6                  |
| 1989            | Steffi Graf               | Helena Sukova             | 6-4, 6-4                  |
| 1990            | Steffi Graf               | Mary Joe Fernandez        | 6-3, 6-4                  |
| 1991            | Monica Seles              | Jana Novotna              | 5-7, 6-3, 6-1             |
| 1992            | Monica Seles              | Mary Joe Fernandez        | 6-2, 6-3                  |
| 1993            | Monica Seles              | Steffi Graf               | 4-6, 6-3, 6-2             |
| 1994            | Steffi Graf               | Arantxa Sanchez-Vicario   | 6-0, 6-2                  |
| 1995            | Mary Pierce               | Arantxa Sanchez-Vicario   | 6-3, 6-2                  |
| 1996            | Monica Seles              | Anke Huber                | 6-4, 6-1                  |
| 1997            | Martina Hingis            | Mary Pierce               | 6-3, 6-3                  |
| 1998            | Martina Hingis            | Conchita Martinez         | 6-3, 6-3                  |
| 1999            | Martina Hingis            | Amelie Mauresmo           | 6-2, 6-3                  |
| 2000            | Lindsay Davenport         | Martina Hingis            | 6-1, 7-5                  |
| 2001            | Jennifer Capriati         | Martina Hingis            | 6-4, 6-3                  |
| 2002            | Jennifer Capriati         | Martina Hingis            | 4-6, 7-6, 6-2             |
| 2003            | Serena Williams           | Venus Williams            | 7-6, 3-6, 6-4             |
| 2004            | Justine Henin-Hardenne    | Kim Clijsters             | 6-3, 4-6, 6-3             |
| 2005            | Serena Williams           | Lindsay Davenport         | 2-6, 6-3, 6-0             |
| 2006            | Amelie Mauresmo           | Justine Henin-Hardenne    | 6-1, 2-0 (uppgivet)       |
| 2007            | Serena Williams           | Maria Sjarapova           | 6-1, 6-2                  |
| 2008            | Maria Sjarapova           | Ana Ivanović              | 7-5, 6-3                  |
| 2009            | Serena Williams           | Dinara Safina             | 6-0, 6-3                  |
| 2010            | Serena Williams           | Justine Henin             | 6-4, 3-6, 6-2             |
| 2011            | Kim Clijsters             | Li Na                     | 3-6, 6-3, 6-3             |
| 2012            | Victoria Azarenka         | Maria Sjarapova           | 6-3, 6-0                  |
| 2013            | Victoria Azarenka         | Li Na                     | 4-6, 6-4, 6-3             |
| 2014            | Li Na                     | Dominika Cibulková        | 7-6(3), 6-0               |
| 2015            | Serena Williams           | Maria Sjarapova           | 6–3, 7–6 (7–5)            |
| 2016            | Angelique Kerber          | Serena Williams           | 6–4, 3–6, 6–4             |
| 2017            | Serena Williams           | Venus Williams            | 6–4, 6–4                  |
| 2018            | Caroline Wozniacki        | Simona Halep              | 7–6 (7–2), 3–6, 6–4       |
| 2019            | Naomi Osaka               | Petra Kvitová             | 7–6 (7–2), 5–7, 6–4       |
| 2020            | Sofia Kenin               | Garbiñe Muguruza          | 4–6, 6–2, 6–2             |
| 2021            | Naomi Osaka               | Jennifer Brady            | 6–4, 6–3                  |
| 2022            | Ashleigh Barty            | Danielle Collins          | 6–3, 7–6 (7–2)            |
| 2023            | Aryna Sabalenka           | Jelena Rybakina           | 4–6, 6–3, 6–4             |
| 2024            | Aryna Sabalenka           | Zheng Qinwen              | 6–3, 6–2                  |
| 2025            | Madison Keys              | Aryna Sabalenka           | 6–3, 2–6, 7–5             |